# Шепард, Сэм
Сэ́мюэл Ше́пард Ро́джерс IV (англ. Samuel Shepard Rogers IV, известен как Сэм Шепард (англ. Sam Shepard); 5 ноября 1943 года, Форт-Шеридан, Иллинойс, США — 27 июля 2017 года) — американский актёр, сценарист, кинорежиссёр, писатель и драматург, лауреат Пулитцеровской премии «За лучшую драму» (1979, за пьесу Buried Child), номинант на кинематографические премии «Оскар» (1984), BAFTA (1985), «Эмми» (1999) и «Золотой глобус» (2000).

## Биография
Сэм Шепард родился в Форт-Шеридане, штат Иллинойс. Его отец, Сэмюэл Шепард Роджерс-младший, был учителем и фермером, служил в военно-воздушных силах армии США (как пилот-бомбардировщик) во время Второй мировой войны. Мать Сэма, Джейн Элен, была учителем, родом из Чикаго.
Шепард скончался 27 июля 2017 года в своём доме в Кентукки в возрасте 73 лет от осложнений, вызванных боковым амиотрофическим склерозом Патти Смит отдала дань уважения в еженедельнике The New Yorker их долгому сотрудничеству.

## Творчество

### Драматург
Сэм Шепард является автором нескольких десятков пьес. Некоторые из них ставились на сцене российских театров: «Безумие любви» (англ. Fool for Love; Саратовский академический театр драмы имени И. А. Слонова, режиссёр Александр Галко, 1997 год), «Настоящий Запад» (или «Однажды в Калифорнии»; англ. True West; Московский драматический театр имени Н. В. Гоголя, режиссёр Вячеслав Сорокин, 2006) и другие.
В 2010 году Саратовский ТЮЗ приступил к постановке спектакля по пьесе «Проклятье голодающего класса» (англ. Curse of the Starving Class). Режиссёр постановки — Ли Бруер.
В 2010 году Новый московский драматический театр поставил спектакль по пьесе «Века луны». Режиссёр-постановщик — Вячеслав Долгачев, художественный руководитель театра, заслуженный деятель искусств России.

### Актёрские работы
| Год  |    | Русское название                              | Оригинальное название                                      | Роль                             |
| ---- | -- | --------------------------------------------- | ---------------------------------------------------------- | -------------------------------- |
| 1970 | ф  |                                               | Brand X                                                    | имя персонажа неизвестно         |
| 1978 | ф  | Дни жатвы                                     | Days of Heaven                                             | фермер                           |
| 1978 | ф  |                                               | Renaldo and Clara                                          | Родео                            |
| 1980 | ф  | Воскрешение                                   | Resurrection                                               | Кэл Карпентер                    |
| 1981 | ф  | Бродяга                                       | Raggedy Man                                                | Бэйли                            |
| 1982 | ф  | Фрэнсис                                       | Frances                                                    | Гарри Йорк                       |
| 1983 | ф  | Парни что надо                                | The Right Stuff                                            | Чак Йегер                        |
| 1984 | ф  | Париж, Техас                                  | Paris, Texas                                               | имя персонажа неизвестно         |
| 1984 | ф  | Деревня                                       | Country                                                    | Гил Айви                         |
| 1985 | ф  | Почему дураки влюбляются                      | Fool For Love                                              | Эдди                             |
| 1986 | ф  | Преступления сердца                           | Crimes of the Heart                                        | Док Портер                       |
| 1987 | ф  | Детский бум                                   | Baby Boom                                                  | Доктор Джефф Купер               |
| 1989 | ф  | Стальные магнолии                             | Steel Magnolias                                            | Спад Джонс                       |
| 1990 | ф  | Без защиты                                    | Defenseless                                                | Детектив Бойтель                 |
| 1991 | ф  | Путешественник                                | The Voyager                                                | Вальтер Фабер                    |
| 1991 | ф  | Светлый ангел                                 | Bright Angel                                               | Джек                             |
| 1992 | ф  | Громовое сердце                               | Thunderheart                                               | Фрэнк Кателл                     |
| 1993 | ф  | Дело о пеликанах                              | The Pelican Brief                                          | Томас Каллахан                   |
| 1995 | ф  | Улицы Ларедо                                  | Streets of Laredo                                          | Капрал Горох глаз Паркер         |
| 1999 | ф  | Заснеженные кедры                             | Snow Falling on Cedars                                     | Артур Чемберс                    |
| 1999 | ф  | Чистилище                                     | Purgatory                                                  | Шериф Форрест / Дикий Билл Хикок |
| 2000 | ф  | Гамлет                                        | Hamlet                                                     | Призрак                          |
| 2000 | ф  | Неукротимые сердца                            | All the Pretty Horses                                      | Дж. С. Франклин                  |
| 2001 | ф  | Куросава                                      | Kurosawa                                                   | Рассказчик                       |
| 2001 | ф  | Чёрный ястреб                                 | Black Hawk Down                                            | Генерал Уильям Гаррисон          |
| 2001 | тф | Выстрел в сердце                              | Shot in the Heart                                          | Фрэнк Гилмор-старший             |
| 2001 | ф  | Пароль «Рыба-меч»                             | Swordfish                                                  | Сенатор Джеймс Рейсман           |
| 2001 | ф  | Обещание                                      | The Pledge                                                 | Эрик Поллак                      |
| 2004 | ф  | Дневник памяти                                | The Notebook                                               | Фрэнк Кэллоун                    |
| 2005 | ф  | Стелс                                         | Stealth                                                    | Капитан Джордж Каммингс          |
| 2005 | ф  | Входите без стука                             | Don't Come Knocking                                        | Говард                           |
| 2006 | ф  | Бандитки                                      | Bandidas                                                   | Билл Бак                         |
| 2006 | ф  |                                               | Walker Payne                                               | Сайрус                           |
| 2006 | ф  | Месть                                         | The Return                                                 | Эд Миллс                         |
| 2006 | ф  | Паутина Шарлотты                              | Charlotte’s Web                                            | Рассказчик                       |
| 2007 | тф | Резвая                                        | Ruffian                                                    | Фрэнк Уайтли                     |
| 2007 | ф  | Как трусливый Роберт Форд убил Джесси Джеймса | The Assassination of Jesse James by the Coward Robert Ford | Фрэнк Джеймс                     |
| 2008 | ф  | Случайный муж                                 | The Accidental Husband                                     | Уилдер                           |
| 2008 | ф  | Преступник                                    | Felon                                                      | Гордон Кэмроуз                   |
| 2009 | ф  | Братья                                        | Brothers                                                   | Хэнк Кэхилл                      |
| 2010 | ф  | До последнего вздоха                          | Inhale                                                     | Джеймс Харрисон                  |
| 2011 | ф  | Блэкторн                                      | Blackthorn                                                 | Джеймс Блэкторн/Бутч Кэссиди     |
| 2012 | ф  | Код доступа «Кейптаун»                        | Safe House                                                 | Харлан Уитфорд                   |
| 2012 | ф  | Мад                                           | Mud                                                        | Том Блэнкеншип                   |
| 2012 | ф  | Ограбление казино                             | Killing them softly                                        | Диллон                           |
| 2013 | ф  | Август: Графство Осейдж                       | August: Osage County                                       | Беверли Уэстон                   |
| 2013 | ф  | Из пекла                                      | Out of the Furnace                                         | Рэд                              |
| 2013 | ф  | Саванна                                       | Savannah                                                   | Мистер Стаббс                    |
| 2014 | с  | Клондайк                                      | Klondike                                                   | Отец Джадж                       |
| 2014 | ф  | Холод в июле                                  | Cold in July                                               | Бен Рассел                       |
| 2015 | ф  | Специальный полуночный выпуск                 | Midnight Special                                           |                                  |
| 2015 | с  | Родословная                                   | Bloodline                                                  | Роберт Рэйберн                   |

### Остальные работы
| Год  |   | Русское название             | Оригинальное название       | Роль                |
| ---- | - | ---------------------------- | --------------------------- | ------------------- |
| 1970 | ф | Забриски-пойнт               | Zabriskie Point             | сценарист           |
| 1978 | ф | Ренальдо и Клара             | Renaldo and Clara           | сценарист           |
| 1984 | ф | Париж, Техас                 | Paris, Texas                | сценарист           |
| 1985 | ф | Почему дураки влюбляются     | Fool For Love               | сценарист           |
| 1994 | ф | Проклятье голодающего класса | Curse of the Starving Class | сценарист           |
| 1994 | ф | Язык молчания                | Silent Tongue               | режиссёр, сценарист |
| 2005 | ф | Входите без стука            | Don't Come Knocking         | сценарист           |